# Pentopetia boivinii
Pentopetia boivinii är en oleanderväxtart som beskrevs av Julien Noël Costantin och Gallaud. Pentopetia boivinii ingår i släktet Pentopetia och familjen oleanderväxter. Inga underarter finns listade i Catalogue of Life.